# Spårgölarna
Spårgölarna är varandra näraliggande sjöar i Västerviks kommun i Småland och ingår i Botorpsströmmens huvudavrinningsområde.
- Spårgölarna (Hallingebergs socken, Småland, 640236-153159), sjö i Västerviks kommun, 57°44′42″N 16°20′09″Ö / 57.7449°N 16.3357°Ö
- Spårgölarna (Hallingebergs socken, Småland, 640251-153129), sjö i Västerviks kommun, 57°44′47″N 16°19′50″Ö / 57.7463°N 16.3306°Ö